# Казе Јоми (Л'Аквила)
Казе Јоми (итал. Case Iommi) је насеље у Италији у округу Л'Аквила, региону Абруцо.
Према процени из 2011. у насељу је живело 69 становника. Насеље се налази на надморској висини од 445 м.